# Mendelevium
Mendelevium (opkaldt efter Dmitrij Mendelejev, som spillede en nøglerolle i udviklingen af det periodiske system) er det 101. grundstof i det periodiske system, og har det kemiske symbol Md. Det er et radioaktivt actinid, som ikke findes i naturen.

## Egenskaber
Mendelevium er et kunstigt grundstof, som kun kan fremstilles i laboratorier i mængder af ganske få atomer ad gangen; ingen har nogensinde haft lejlighed til at undersøge "makroskopiske" mængder af stoffet. Af den grund er kendskabet til mendeleviums egenskaber begrænset. Fra undersøgelser af isotopen 256Md i vandig opløsning har man dog fundet ud af, at mendelevium ud over det for actinider almindelige oxidationstrin +3 muligvis også optræder nogenlunde stabilt i kemiske forbindelser med oxidationstrin +2.

## Historie
Mendelevium blev syntetiseret for første gang i begyndelsen af 1955 af Albert Ghiorso, Glenn T. Seaborg, Bernard Harvey, Greg Choppin og Stanley G. Thompson: Ved at bombardere atomkerner af isotopen 253Es med alfapartikler ved hjælp af Berkeley Radiation Laboratory's 60 tommers cyklotron, fremstillede de én kerne af 256Md ad gangen; disse viste sig at have en halveringstid på 76 minutter. Dette var det niende transuran der blev skabt ad kunstig vej.

## Isotoper af mendelevium
Man kender til 15 isotoper af mendelevium, som alle er ustabile og derfor radioaktive. Af disse har 258Md og 260Md de længste halveringstider; henholdsvis 51,5 og 31,8 dage. Halveringstiderne for de øvrige isotoper går fra knap 6 timer og nedefter.